# Hydrellia raffonei
Hydrellia raffonei är en tvåvingeart som beskrevs av Canzoneri och Rampini 1989. Hydrellia raffonei ingår i släktet Hydrellia och familjen vattenflugor.
Artens utbredningsområde är Italien. Inga underarter finns listade i Catalogue of Life.